# Perinea tumida
Perinea tumida är en kräftdjursart som beskrevs av James Dwight Dana 1852. Perinea tumida ingår i släktet Perinea och familjen Epialtidae. Inga underarter finns listade i Catalogue of Life.